# Еньки (Полтавская область)
Еньки (укр. Єньки) — село в Петровском сельском совете Хорольского района Полтавской области Украины.
Код КОАТУУ — 5324884605. Население по переписи 2001 года составляло 341 человек.

## Географическое положение
Село Еньки находится на правом берегу реки Хорол, выше по течению на расстоянии в 4,5 км расположено село Хвощовка, ниже по течению на расстоянии в 1,5 км расположено село Лозы, на противоположном берегу — село Кулики. Река в этом месте извилистая, образует лиманы, старицы и заболоченные озёра.
На расстоянии в 0,5 км расположено село Садовое.

## История
В 1752-1794 годах имело Трехсвятительскую церковь
Есть на карте 1812 года